# Portlandita
La portlandita és un mineral de la classe dels minerals òxids, i dins d'aquesta pertany a l'anomenat “grup de la brucita”. Va ser descoberta en 1933 prop de Larne, a Irlanda del Nord (Regne Unit), rebent aquest nom en al·lusió a la presència de l'hidròxid de calci en el "ciment Portland".

## Característiques químiques
És un hidròxid de calci. El grup de la brucita al qual pertany són tots els hidròxids de metall simple amb valència "2".
Segons la classificació de Nickel-Strunz, la portlandita pertany a «04.FE - Hidròxids (sense V o U) amb OH, sense H2O; làmines d'octaedres que comparetixen angles» juntament amb els següents minerals: amakinita, brucita, pirocroïta, theofrastita, bayerita, doyleïta, gibbsita, nordstrandita, boehmita, lepidocrocita, grimaldiïta, heterogenita, feitknechtita, litioforita, quenselita, ferrihidrita, feroxihita, vernadita i quetzalcoatlita.

## Formació i jaciments
És un mineral rar en la naturalesa, però és una important fase en materials de ciment. La seva aparició és indicativa d'un molt alt valor del pH.
És un producte natural de l'alteració de silicats de calci en roques metamòrfiques; també s'ha trobat en fumaroles volcàniques al Vesuvi; també com un precipitat derivat de roques ultramáfiques; en dipòsits de carbó ardent; en dipòsits sedimentaris metamorfitzats a alta temperatura i baixa pressió per combustió espontània d'esquists bituminosos.
Sol trobar-se associat a altres minerals com: afwillita, calcita, larnita, spurrita, halita, brownmil·lerita, hidrocalumita, mayenita o ettringita.

## Usos
Es pot emprar per a la fabricació de ciment.